# Guth Zoltán
Guth Zoltán (Hatvan, 1892. május 3. – Budapest, Erzsébetváros, 1968. október 21.) hegedűművész, tanár.

## Élete
Guth Bertalan vendéglős és Weisz Róza gyermekeként született. Tanulmányait a Nemzeti Zenedében végezte Baré Emil tanítványaként. 1912-ben a Fodor Zeneiskolában helyettes tanárként dolgozott. A Tanácsköztársaság idején a Zenész Szakszervezet alelnöke, később a Kulturális Népbiztosság termelési biztosaként a zenészeti ügyeket intézte. A proletárdiktatúra bukása után külföldre távozott. Az 1920-as évektől Kárpátalján élt, ahol zongora- és hegedű tanfolyamokat tartott. Szólistaként és kamarazenészként is hangversenyezett. 1924. augusztusban Hirsch Sárival adott együttes hangversenyt Szobráncon a Ruszinszkói Orvosszövetség felkérésére. 1926-ban kiutasították Ruszinföldről. 1928 áprilisában a miskolci Hajnalkörben, – a miskolci iparosok egyesületében – bemutatták Jessy című egyfelvonásos operettjét. Ekkoriban Sátoraljaújhelyen tanított. 1945 és 1949 között a Kárpátukrajnai Szimfonikus Zenekar hangversenymestere volt és behatóan tanulmányozta a Szovjetunió zenepedagógiáját. Hazatérése után nyugdíjba vonulásáig (1960) a Művészeti Dolgozók Szakszervezete (MÜDOSZ) Zenésztovábbképző Iskolájának igazgatójaként működött. Halálát tüdőgyulladás okozta.
Első felesége Levin Ilona volt, Levin Ármin és Roth Krisztina lánya, akivel 1919–1920-ban élt házasságban. Elváltak.
Második házastársa Kempfner Lujza (1903–2008) zongoratanárnő volt, akit 1950-ben vett nőül. 1958-ig zongorát tanított, majd a Hollán Ernő utcai Zeneiskola igazgatónőjeként működött. Kilencven éves kora fölött is oktatta magántanítványait. 2001 májusától a Mazsihisz Szeretetkórházában élt. 2008. május 12-én hunyt el 105 éves korában.
Az Új köztemetőben helyezték nyugalomra.

## Díjai, elismerései
- Szocialista Kultúráért (1954)[11]
- Munka Érdemérem (1954)[12]